# Socialistische Destourpartij
De Socialistische Destourpartij (Arabisch: الحزب الاشتراكي الدستوري, al-Ḥizb al-Ishtirākī ad-Dustūrī; Frans: Parti socialiste destourien) was een Tunesische politieke partij die van 1964 tot 1988 bestond. In de periode 1964 tot 1981 was het ook de enige toegestane partij in het land. De leiding van de partij was in handen van president Habib Bourguiba.

## Geschiedenis
De partij komt voort uit de Neo-Destourpartij de sinds 1959 in praktijk en sinds 1963 ook wettelijk enige toegestane partij. In 1963 gaf president Bourguiba te kennen dat de regering voortaan op economisch gebied een meer socialistische koers zou gaan varen en om dit kracht bij te zetten werd in 1964 de partijnaam gewijzigd in Socialistische Destourpartij (PSD). Drijvende kracht achter het nieuwe socialistische beleid was minister van Economische Zaken Ahmed Ben Salah. De oprichting van landbouwcoöperaties en staatsbedrijven bleek echter geen succes en in 1969 werd Ben Salah als minister ontslagen en uit de PSD gesloten. Het socialistische economische beleid werd daarop teruggedraaid naar het oude, liberale economische beleid. Ben Salah werd in 1970 veroordeeld tot een gevangenisstraf, maar wist naar het buitenland te ontsnappen. De partijnaam bleef echter ongewijzigd.

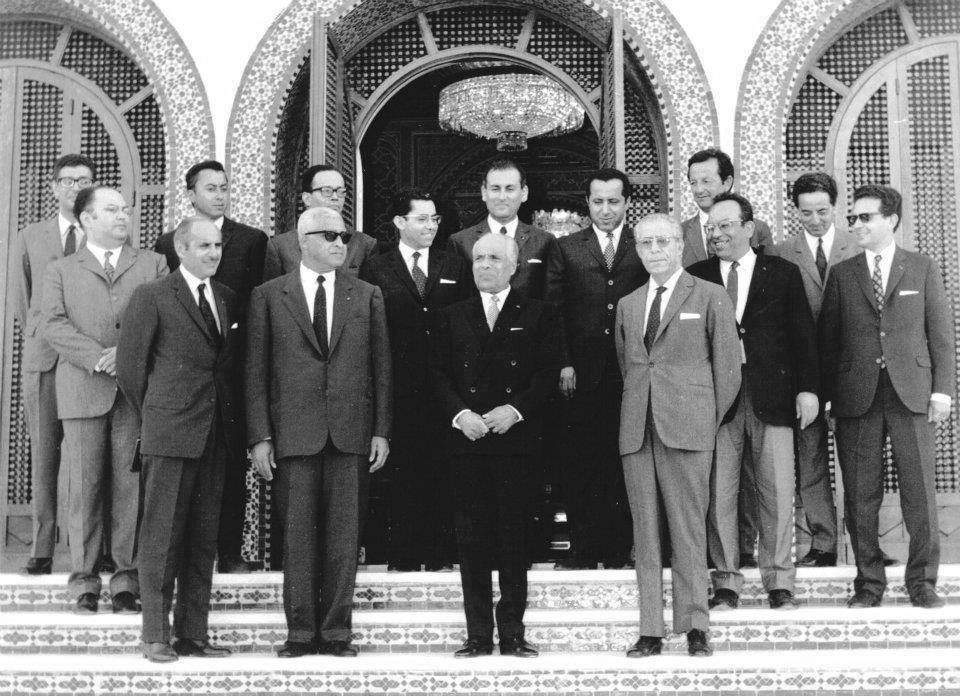
De regering van Tunesië onder leiding van president Bourguiba (voorin, midden). Links, naast de president, premier Bahi Ladgham. Alle ministers waren tevens lid van de PSD.

In 1981 besloot Bourguiba dat er naast de PSD ook andere partijen zouden worden toegestaan. Dit leidde tot de oprichting - en in sommige gevallen, heroprichting - van verschillende oppositiepartijen. De macht van de PSD bleef echter ongewijzigd. Na de paleisrevolutie van 1987 waarbij premier Ben Ali alle macht naar zich toetrok en het presidentschap op zich nam, werd tijdens het Partijcongres van januari 1988 besloten de partijnaam ter veranderen in Constitutioneel-Democratische Vergadering (RCD). Deze laatste partij bleef tot de Jasmijnrevolutie van 2011 ononderbroken aan de macht.

## Partijstructuur
Formeel was het Partijcongres het hoogste orgaan van de PSD, dat een centraal comité uit haar midden koos. De werkelijke macht lag echter in handen van het politieke bureau (presidium van het centraal comité) dat werd geleid door de president van de republiek (Bourguiba). De premier van het land was tevens secretaris-generaal van de PSD. In 1966 werd tevens de Raad van de Republiek ingesteld, bestaande uit de leden van de regering en de leden van het politieke bureau.

## Partijfunctionarissen

### Voorzitter
- Habib Bourguiba (1964-1987)
- Zine El Abidine Ben Ali (1987-1988)

### Secretarissen-generaal
- Bahi Ladgham (1968-1970)
- Hédi Nouira (1970-1980)
- Mohammed Mzali (1980-1986)
- Rachid Sfar (1986-1987)
- Zine El Abidine Ben Ali (1987)
- Hedi Baccouche (1987-1988)

## Lijst van Partijcongressen
- VII Congres - 1964[6]
- VIII Congres - 1971
- IX Congres - 1974
- X Congres - 1979
- XI Congres - 1981 (buitengewoon congres)
- XII Congres - 1986
  - Opheffingscongres - 1988[7]

## Verwijzingen
1. ↑  A. Borowiec: Modern Tunisia: A Democratic Apprenticeship, Praeger Publishing, Westport, Connecticut 1998, pp. 31vv.
2. ↑  Ibidem
3. ↑  Red. Winkler Prins: Jaarboek Grote Winkler Prins 1970, Elsevier A'dam / Brussel 1970, p. 366
4. ↑  Hij vestigde zich in Libië en richtte daar in 1973 de oppositiepartij Volkseenheidsbeweging op. Zie: Borowiec 1998:34
5. ↑  Red. Winkler Prins: Winkler Prins Boek van het Jaar 1967, Elsevier A'dam / Brussel 1967, p. 216
6. ↑  De voorgaande congressen I t/m VI waren Partijcongressen van de Neo-Destourpartij
7. ↑  Tevens eerste congres van de Constitutioneel-Democratische Vergadering (RCD)